# Ephydatia kaiseri
Ephydatia kaiseri är en svampdjursart som beskrevs av Rauff 1926. Ephydatia kaiseri ingår i släktet Ephydatia och familjen Spongillidae.
Artens utbredningsområde är havet utanför Namibia. Inga underarter finns listade i Catalogue of Life.